# Accelerate

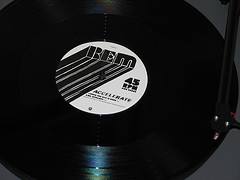
imatge del disc Accelerate en vinil.

Accelerate és el catorzè àlbum d'estudi de la banda estatunidenca de rock alternatiu R.E.M., publicat el 31 de març de 2008 per Warner Bros. Records i amb la producció de Jacknife Lee. La rebuda va ser força tèbia per part de la crítica malgrat l'intent de divergir del seu treball anterior Around the Sun (2004).

## Producció
El seu treball anterior Around the Sun (2004) només va vendre 240.000 còpies als Estats Units i les crítiques rebudes foren força negatives. La banda també estava disgustada amb el resultat final, van admetre que la pressió que suportaven era important, i que si tornaven a fer una treball igual de mediocre, probablement abandonarien el projecte. Peter Buck i Mike Mills van començar a treballar en demos instrumentals durant l'hivern de 2007, i amb la col·laboració dels músics que els acompanyaven a les gires, Bill Rieflin i Scott McCaughey, van compondre material més agressiu i ràpid del que estaven acostumats. Llavors van suggerir que la banda treballés més en cançons en directe abans d'entrar a l'estudi per enregistrar-les, al contrari del que era tradicional. Entre juny i juliol de 2007 van fer una preestrena d'algunes de les cançons durant uns concerts que va realitzar cinc nits a l'Olympia Theatre de Dublín (Irlanda), però la majoria ni tan sols estaven acabades. Aquestes actuacions van ser publicades posteriorment en l'àlbum Live at The Olympia (2009).
The Edge, guitarrista de U2, els va convèncer de comptar amb Jacknife Lee per la producció, i van reservar tres setmanes dedicades a l'enregistrament de les cançons en tres ciutats diferents. Van enregistrar dues cançons per la pel·lícula Athens, GA: Inside/Out (1986) en la capella Seney-Stovall Chapel de la seva ciutat natal d'Athens, i també van utilitzar aquesta localització per enregistrar algunes cançons de l'àlbum. Les mescles de l'àlbum les van realitzar en deu dies a Londres.
Per a la promoció de la publicació de l'àlbum, inicialment van presentar el lloc web NinetyNights.com el gener de 2008, on diàriament van llançar un vídeo curt fins a la publicació de l'àlbum. Al febrer van inaugurar el lloc web SuperNaturalSuperSerious.com amb onze vídeo promocionals, i una setmana després van engegar el lloc web REMAccelerate.com per promocionar i agregar notícies relacionades amb el nou treball. Finalment van publicar l'àlbum de forma digital al març, i en format físic l'abril. Stipe va explicar que volien experimentar amb nous sistemes de distribució aprofitant els canvis produïts en la indústria musical. També van publicar una edició deluxe de l'àlbum, amb un DVD realitzat per Vincent Moon i titulat 6 Days, que contenia material fotogràfic addicional i actuacions de les cançons, i també dues edicions en vinil de 12 polzades amb l'àlbum complet.
Fou l'àlbum més ben rebut de la banda des de 1996 amb New Adventures in Hi-Fi, de manera que van arribar al número dos de la llista estatunidenca i el vuitè treball de la banda en arribar al capdamunt de la llista britànica. La crítica va valorar positivament aquest àlbum, i de fet, el van considerar el millor de R.E.M. des de la sortida de Bill Berry. Va ser inclòs en diverses llistes dels millors àlbums de la dècada de 2000.

## Llista de cançons
Totes les cançons foren escrites i compostes per Peter Buck, Mike Mills i Michael Stipe, excepte les indicades. 
| Núm.          | Títol                             | Durada |
| ------------- | --------------------------------- | ------ |
| 1.            | «Living Well Is the Best Revenge» | 3:11   |
| 2.            | «Man-Sized Wreath»                | 2:32   |
| 3.            | «Supernatural Superserious»       | 3:23   |
| 4.            | «Hollow Man»                      | 2:39   |
| 5.            | «Houston»                         | 2:05   |
| 6.            | «Accelerate»                      | 3:33   |
| 7.            | «Until the Day Is Done»           | 4:08   |
| 8.            | «Mr. Richards»                    | 3:46   |
| 9.            | «Sing for the Submarine»          | 4:50   |
| 10.           | «Horse to Water»                  | 2:18   |
| 11.           | «I'm Gonna DJ»                    | 2:07   |
| Durada total: | Durada total:                     | 34:32  |

| 12. | «Red Head Walking»                                   | Calvin Johnson                      | 2:11 |
| 13. | «Airliner»                                           | Buck, Mills, Stipe, Scott McCaughey | 2:21 |
| 14. | «Horse to Water» (directe a Athens)                  |                                     | 2:17 |
| 15. | «Living Well Is the Best Revenge» (directe a Athens) |                                     | 3:12 |
| 16. | «Until the Day Is Done» (directe a Athens)           |                                     | 4:06 |
| 17. | «Supernatural Superserious» (directe a Athens)       |                                     | 3:25 |

Les cançons extres van estar disponibles en format digital.

## Posició en llistes
| Llista (2008) | Posició | Certificacions |
| ------------- | ------- | -------------- |
| Alemanya      | 2       | 1x Or          |
| Austràlia     | 13      |                |
| Canadà        | 1       |                |
| Estats Units  | 2       |                |
| Espanya       | 7       |                |
| França        | 17      |                |
| Itàlia        | 2       |                |
| Japó          | 29      |                |
| Regne Unit    | 1       | 1x Or          |